# Leninskaja Iskra (Kursk)
Leninskaja Iskra (russisch Ленинская Искра) ist ein Dorf (selo) in der Oblast Kursk in Russland. Es gehört zum Rajon Medwenka und zur Landgemeinde (selskoje posselenije) Wyssokski selsowjet.

## Geographie
Der Ort liegt gut 33,5 km Luftlinie südwestlich des Oblastverwaltungszentrums Kursk im südwestlichen Teil der Mittelrussischen Platte, 4 km westlich des Rajonverwaltungszentrums Medwenka sowie 2,5 km vom Sitz des Dorfsowjet – Wyssokoje und 61 km von der Grenze zwischen Russland und der Ukraine entfernt am Fluss Reut (linker Nebenfluss des Seim).

### Klima
Das Klima im Ort ist wie im Rest des Rajons kalt und gemäßigt. Es gibt während des Jahres eine erhebliche Niederschlagsmenge. Dfb lautet die Klassifikation des Klimas nach Köppen und Geiger.

## Bevölkerungsentwicklung
| Jahr | Einwohner |
| ---- | --------- |
| 2002 | 146       |
| 2010 | ▼112      |

Anmerkung: Volkszählungsdaten

## Verkehr
Leninskaja Iskra liegt 6 km von der Fernstraße föderaler Bedeutung M2 „Krim“ (ein Teil der Europastraße E105), an der Straße interkommunaler Bedeutung 38N-223 (M2 „Krim“ – Leninskaja Iskra – Wyssokoje) und 25,5 km von der nächsten Ausweich- und Eisenbahnhaltestelle 454 km (Eisenbahnstrecke Lgow-Kijewskij – Kursk) entfernt.
Der Ort liegt 93 km vom internationalen Flughafen von Belgorod entfernt.